# 420
Вижте пояснителната страница за други значения на 420.

## Събития
- Хуните се настаняват в Панония.

## Родени
- Хунерик